# 91e régiment d'infanterie (Royaume-Uni)
Pour les articles homonymes, voir 91e régiment.
Le 91e régiment d’infanterie (en anglais 91st Regiment of Foot, Argyllshire Highlanders) est un régiment de la British Army levé par Duncan Campbell de Lochnell (en) en 1794 en prévision d’une guerre contre la France révolutionnaire. Il est dissout en 1881.

## Histoire

### Fondation

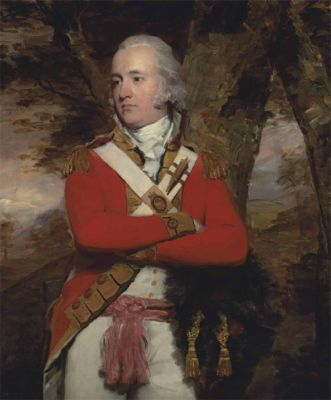
Duncan Campbell vers 1810.

En 1793, le roi George III demande au duc d’Argyll John Campbell de lever un régiment d’infanterie, tâche que celui-ci délègue à son parent Duncan Campbell de Lochnell (en), alors capitaine dans le 1st Foot Guards. Bien que la plupart des officiers soit originaire des Highlands, dont la moitié du clan Campbell, les sous-officiers et les hommes du rang sont recrutés pour la plupart dans les Lowlands, notamment à Glasgow, Édimbourg, Renfrew et Paisley. Cette division entre officiers originaires des Highlands et troupe venant des Lowlands restera caractéristique du régiment pendant toute son histoire, les Irlandais devenant même de plus en plus nombreux parmi les rangs subalterne.
Le régiment est incorporé à la British Army le 9 juillet 1794, sous le nom de 98th Argyllshire Highlander, et est envoyé presque immédiatement à Southampton. La fin du recrutement et de l’entraînement doivent se faire sur place, Campbell n’ayant pas eu le temps de les terminer avant le départ. Pour pouvoir achever le premier, il doit cependant concéder aux nouvelles recrues l’autorisation de porter le trews, une forme de pantalon écossais, à la place du kilt. Le 5 mai 1795, le régiment part pour la conquête l’Afrique du Sud et débarque à Simon's Town en septembre. La partie militaire de la campagne est rapidement terminée, les Hollandais se retirant sans combattre. Le moral baisse cependant rapidement : outre l’ennui et les maladies, le régiment se voit infliger en décembre l’obligation d’abandonner le kilt au profit de l’uniforme de l’armée des Indes. Les années passent sans changement majeur dans la routine, si ce n’est quelques révoltes locales et qu’en octobre 1798, le régiment est renommé 91st Argyllshire Highlanders. De nombreux hommes sont également prélevés sur l’effectif pour compléter les régiments partant pour l’Inde. Finalement, à la suite de la paix d’Amiens, Le Cap est restitué aux Hollandais et le régiment rentre à Bexhill en mai 1803.

### Guerres napoléoniennes
Durant les guerres napoléoniennes, le régiment est dans un premier temps basé dans le sud de l’Angleterre, pour parer à toute éventualité de débarquement français. En juin 1808 il embarque pour le Portugal, mais, bien qu’il suive l’armée, il est utilisé en tant que réserve et ne participe pas aux combats avant la retraite, où ils sont placés à l’arrière-garde et essuient ainsi de nombreuses attaques. Après cette campagne se répète l’épisode sud africain : le régiment se voit une nouvelle fois privé de ses kilts et assigné à un cantonnement insalubre à Walcheren en 1809, ce qui cause une nouvelle fois d’importantes pertes dues à la maladie et diminue considérablement le moral des troupes. Ainsi, trois semaines après l’arrivée à Walcheren, près des deux tiers des hommes ne sont plus en état de combattre et 218 mourront pendant le séjour sur place.
Ce n’est qu’en 1812 que le régiment peut retourner au combat, suivant Wellington dans les Pyrénées avec la 6e division. Après plusieurs petites batailles, le 91e joue un rôle majeur à Toulouse, portant secours aux 42e et 78e régiments d’infanterie qu’une contre-attaque française était sur le point de mettre en déroute. Le deuxième bataillon est séparé du régiment en 1814 et envoyé prendre la forteresse de Berg-op-Zoom, où il est taillé en pièce, ce qui entraîne sa dissolution peu après. Le régiment ne joue en revanche presque aucun rôle à Waterloo, étant positionné loin du cœur de la bataille.

### Époque victorienne
La période suivant les guerres napoléoniennes est peu animée, le régiment allant d’une possession de l’Empire britannique à une autre. Il se trouve ainsi à Sainte-Hélène au moment où la dépouille de Napoléon est rapatrié, et fournit ainsi la garde d’honneur, ce qui lui vaudra une médaille du gouvernement français. Le second bataillon est reformé en 1842, puis une nouvelle fois dissout en 1853.
En 1850, le régiment se voit retirer ses cornemuses, dernière partie subsistante de son identité Highlander. Toutefois, le colonel Bertie Gordon, qui prend le commandement du régiment en 1859, parvient à intervenir directement auprès de la reine par l’intermédiaire du duc d’Argyll, afin de faire casser les décisions du War Office concernant le statut du 91st. Il y parvient en 1863 et les anciennes traditions sont restaurées, à l’exception du kilt, qui est remplacé par des trews. Le successeur de Gordon, John Sprot, parvient à obtenir des privilèges supplémentaires de la reine : en 1872 le régiment devient le Princess Louise’s Argyllshire Highlanders et reçoit une nouvelle devise et un insigne incluant le chiffre et la couronne de sa marraine. Ils reçoivent également l’honneur d’assurer la garde du château de Balmoral pendant leurs années de présence à Inverness (Écosse).
Le régiment est envoyé une nouvelle fois en Afrique du Sud en 1879 pour prendre part à la guerre contre les Zoulous. À son retour en juin 1881, il est fusionné dans le cadre des réformes Childers avec le 93e régiment d'infanterie (Sutherland Highlanders) pour former les Argyll and Sutherland Highlanders (Princess Louise's).

## Uniforme

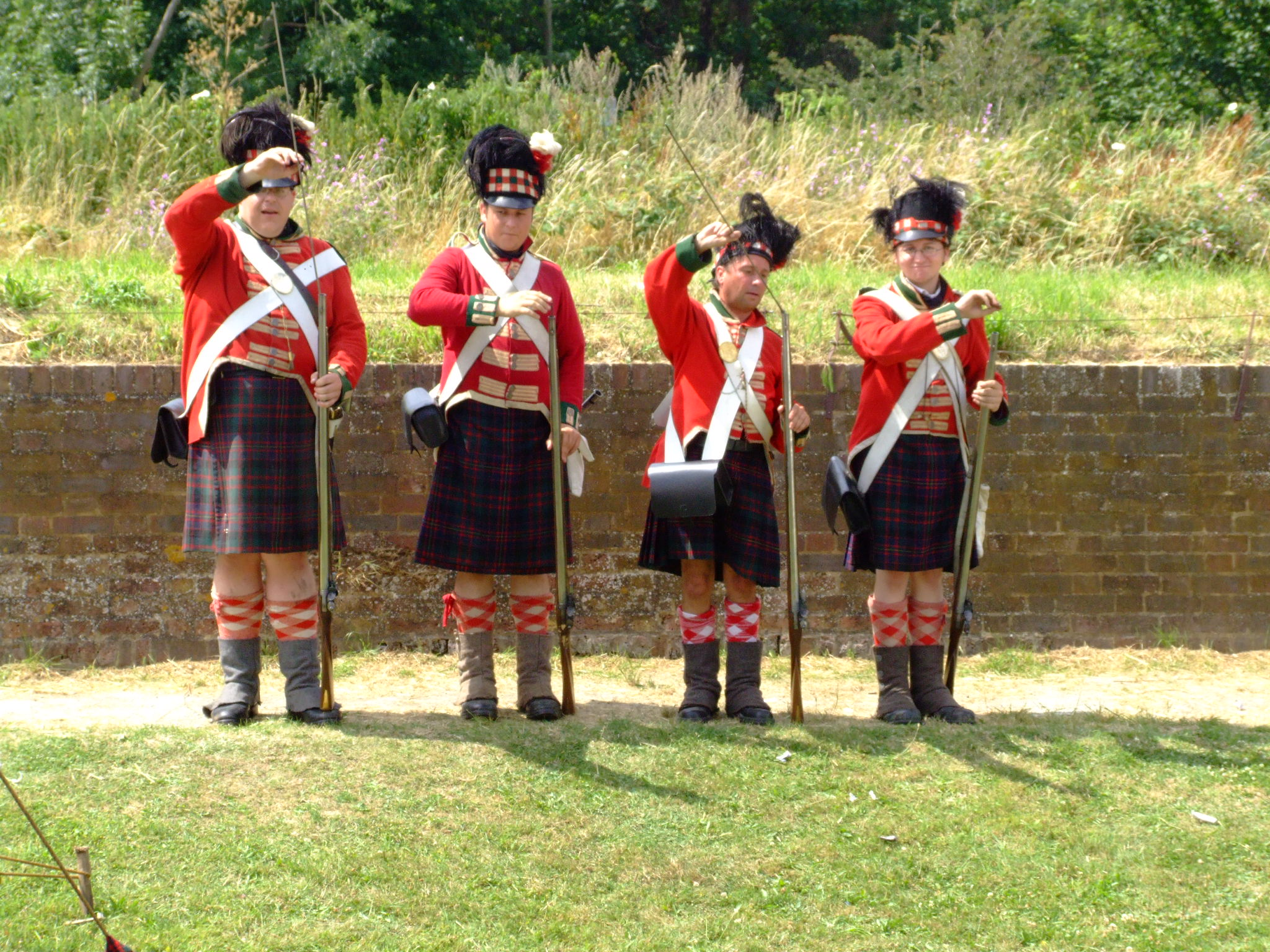
Uniforme similaire à celui porté par le 91st à ses débuts, à l’exception du tartan, qui n’est pas celui du clan Campbell.

L’uniforme d’origine est celui traditionnellement porté par les régiments de Highlanders, généralement, et à la différence de certains autre régiments, en parfaite conformité avec le règlement : kilt, dont le tartan est le bleu et vert foncés à bande noire du clan Campbell, veste écarlate à revers jaunes, bonnet de fourrure noire à bande écossaise à la base et sporran simple en cuir. Les officiers portent également des épaulettes argentées, un gorgerin doré suspendu à un ruban jaune et une épée à lame large et garde panier, indistinctement appelée broadsword ou claymore. Dès décembre 1795, le régiment se voit cependant forcé d’adopter l’uniforme de l’armée des Indes : pantalon blanc, guêtres noires, tunique écarlate et bonnet de feutre noir. Le régiment reprend son uniforme traditionnel à Noël 1804, à la différence que les hommes du rang et les sous-officiers ne portent plus le costume des Highlands quand ils sont en dehors du service, le kilt étant alors remplacé par un pantalon blanc et des bottes. Les officiers de leur côté ne portent plus du tout la tenue traditionnelle, à l’exception du bonnet et d’une écharpe en tartan.

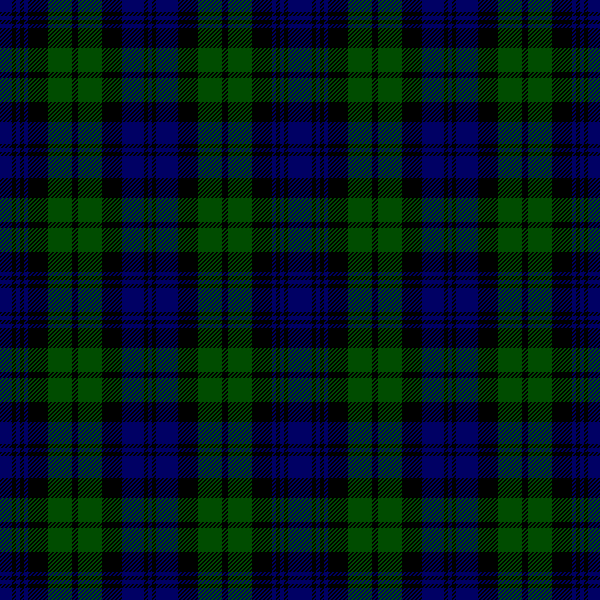
Tartan d’origine du 91st.

En 1809, le régiment perd son statut Highland et l’uniforme se rapproche progressivement de la tenue standard de l’infanterie de ligne britannique : pantalon bleu-gris à bande rouge, veste écarlate à garnitures blanches, shako noir portant l’insigne, cette dernière étant le seul élément identitaire propre au régiment.
Lorsque le régiment reprend le statut de Highlander en 1863, il récupère la tunique écarlate propre aux régiments de Highlanders, mais ne parvient pas à obtenir le kilt, qui est remplacé par des trews. La couleur du tartan fait alors l’objet d’un ardent débat, certains voulant reprendre celui d’origine à bande noire, d’autres se prononçant en faveur d’une bande rouge, tandis que le duc d’Argyll souhaite la bande blanche de sa branche familiale et que le colonel Gordon essaie d’arbitrer en proposant une ligne blanche et rouge. La ligne rouge l’emportera finalement, non sans que le sujet fasse débat jusqu’à la dissolution du régiment en 1881.